# Бенджамин, Энтони
Энтони Бенджамин (англ. Anthony Benjamin; 1931—2002) — английский художник, скульптор и педагог.
Критиком Розмари Симмонс (Rosemary Simmons) в её работе Borderline Images By Anthony Benjamin (написана о выставке художника в галерее Graffiti Gallery в 1979 году) он назван «polymathic artist».

## Биография
Родился 29 марта 1931 года в городе Boarhunt графства Хэмпшир. У него было трудное детство из-за нестабильной семейной жизни и эвакуации из Лондона в годы Второй мировой войны. Посещал много школ, не уделяя учёбе много времени. После школы занялся боксом, став профессиональным бойцом на ярмарочных площадях.
Учился в колледже Southall Technical College, проходил обучение в качестве чертежника в фирме Bell Punch в то время в городе Хейес, графство Мидлсекс. В 1947 году, будучи инженером-чертежником, был принят в Regent Street Polytechnic (ныне Вестминстерский университет). Проявил интерес к резьбе по дереву и скульптуре. Талант Бенджамина был замечен старшим сотрудником Норманом Блейми, который был прекрасным рисовальщиком и учителем. Блейми принял студента на отделение живописи, где вскоре Бенджамин создал несколько совершенных картин. После первого года обучения отправился в Париж и три месяца учился рисованию у Фернана Леже (1951 год).
Окончив Regent Street Polytechnic в 1954 году, продолжил писать; его картины были приняты на выставку Хелен Лесоре (Helen Lesore), бескомпромиссным соцреалистом, директором лондонской галереи Beaux Arts Gallery — пристанища представителей драматургии кухонной мойки. Но когда Энтони начал использовать в своих работах более широкую гамму цветов и включать элементы абстракции, Лесоре сказала ему покинуть галерею. После этого он успел отбыть срок в тюрьме как отказник от военной службы, не просто как её противник, а как пацифист вообще.
Бенджамин переехал в Сент-Айвс и, используя наследство матери, купил небольшой коттедж, принадлежавший скульптору Свену Берлину. В Сент-Айвсе преобладали влияния абстракционистов Бена Николсона и Барбары Хепуорт, но к 1956 году поколение «Middle Generation» Питера Ланьона, Патрика Херона, Брайана Уинтера и Терри Фроста прочно обосновалось в Великобритании и вскоре стало известным как Нью-Йоркская школа. Он принял предложение Питера Ланьона вступить в общество Newlyn Society of Artists и провел там свою первую персональную выставку в 1958 году. Его творчество поддержали Генри Мур и Фрэнсис Бэкон. Энтони Бенджамин подружился с шотландским поэтом Уильямом Грэмом, который жил в Coastguard Cottage. В 1959 году Энтони был удостоен годовой стипендии правительства Франции и обучался офорту в Atelier 17 у Стэнли Хейтера в Париже (1958—1959 годы). Здесь художник создал набор офортов по сборнику стихов Грэма под названием «The Night Fishing». В 1960 году Энтони был удостоен стипендии правительства Италии и находился в Антиколи-Коррадо под Римом в течение следующего года. Бенджамин был глубоко впечатлён искусством раннего ренессанса, которое он видел в музеях, дворцах и соборах. По возвращении в Лондон в середине 1961 года, полный обновленной энергии в результате своей поездки в Италию, он много писал и широко выставлялся. У него было несколько персональных выставок в галерее Grabowski Gallery в Южном Кенсингтоне, а также в колледже St. Catherine’s College в Оксфорде и Белфастском университете.
С 1961 по 1973 год Бенджамин занимался педагогической деятельностью, не оставляя собственного творчества. Начав с совместной работы с Роем Эскоттом на скандальных курсах Groundcourse в лондонском Ealing Art College, продолжил чтение лекций во многих учебных заведениях Соединенного Королевства, а также в Соединенных Штатах (California State College) и Канаде (Университет Калгари и Йоркский университет). В 1974 году он вернулся в Лондон, в 1986 году переехал в Норфолк. В конце 1990-х годов, после нескольких лет работы только с карандашом и графитом, Бенджамин снова начал писать большие холсты, вдохновленные частыми визитами в Марракеш.
Энтони Бенджамин членом Королевского общества искусств и Королевского общества художников-печатников.
Он был участником многих персональных и групповых выставок в Европе, США, Японии и Австралии. Его работы находятся в корпоративных и музейных коллекциях.
Умер 17 февраля 2002 года в Лондоне.
Художник дважды был женат: на Патриции Гриффитс (Patricia Griffiths; с 1950 года) и Стелле Даунтон (Stella Downton; с 1956 года). С 1959 года и до конца жизни художника его спутницей жизни была Нэнси Паттерсон (Nancy Patterson). С этой молодой канадской художницей он познакомился в Корнуолле. В 1960 году они вместе поехали в Италию, где жили и работали в течение срока стипендии Бенджамина.